# 대한예수교장로회(한영)
대한예수교장로회(한영) (大韓-敎長老會(韓榮)), 약칭 예장한영은 대한민국의 장로교교단으로, 오순절교회교단인 기독교한국하나님의교회가 개신교에서 일반적으로 이단으로 여겨지는 안상홍 하나님의교회 교단과의 명칭상 혼동으로 인해 명칭을 변경하고 또한 교단 전체가 장로교로 전향한 장로교회다.
서울한영대학교를 운영한다.